# Championnat du Japon de football 1997
Navigation
J1 League 1996 J1 League 1998
Le Championnat du Japon de football 1997 est la 32e édition de la première division japonaise et la 5e édition de la J.League. Le championnat a débuté le 12 avril 1997 et s'est achevé le 13 décembre 1997.  
Le championnat se déroule en deux phases : les matchs aller (Suntory Series) et les matchs retour (NICOS Series). Le champion de chaque phase est qualifié pour la finale qui détermine le champion du Japon.
Cette année marqua le retour au système biphase (Phase aller/Phase retour), remplacé le temps d'une année (1996) par un système à l'européenne, et vit également l'arrivée d'un changement dans le décompte des points.

## Les clubs participants
Les 16 de la J League 1996 et le champion de la deuxième division participent à la compétition.
| Club                 | Dernière montée | Ville     | Classement 1996 | Entraîneur          | Depuis | Stade                              | Capacité | Nombre de saisons |
| -------------------- | --------------- | --------- | --------------- | ------------------- | ------ | ---------------------------------- | -------- | ----------------- |
| Kashima Antlers      | -               | Kashima   | 1er             | João Carlos         | 1996   | Stade de Kashima                   | 40 728   | 5                 |
| Nagoya Grampus Eight | -               | Nagoya    | 2e              | Daniel Sanchez      | 1997   | Stade d'athlétisme de Mizuho       | 27 000   | 5                 |
| Yokohama Flügels     | -               | Yokohama  | 3e              | Otacílio Gonçalves  | 1996   | Mitsuzawa Stadium                  | 15 046   | 5                 |
| Júbilo Iwata         | 1994            | Iwata     | 4e              | Luiz Felipe Scolari | 1997   | Stade Yamaha                       | 16 893   | 4                 |
| Kashiwa Reysol       | 1995            | Kashiwa   | 5e              | Nicanor de Carvalho | 1996   | Hitachi Kashiwa Stadium            | 15 349   | 3                 |
| Urawa Red Diamonds   | -               | Saitama   | 6e              | Horst Köppel        | 1997   | Urawa Komaba Stadium               | 21 500   | 5                 |
| Verdy Kawasaki       | -               | Kawasaki  | 7e              | Ryoichi Kawakatsu   | 1997   | Stade d'athlétisme de Todoroki     | 27 495   | 5                 |
| Yokohama Marinos     | -               | Yokohama  | 8e              | Xabier Azkargorta   | 1997   | Mitsuzawa Stadium                  | 15 046   | 5                 |
| JEF United Ichihara  | -               | Ichihara  | 9e              | Jan Versleijen      | 1997   | ZA Oripri Stadium                  | 14 051   | 5                 |
| Shimizu S-Pulse      | -               | Shizuoka  | 10e             | Osvaldo Ardiles     | 1996   | Stade du parc Nihondaira           | 20 299   | 5                 |
| Bellmare Hiratsuka   | 1994            | Hiratsuka | 11e             | Shigeharu Ueki      | 1996   | Hiratsuka Stadium                  | 18 500   | 4                 |
| Gamba Osaka          | -               | Suita     | 12e             | Friedrich Koncilia  | 1997   | Stade commémoratif de l'Expo '70   | 21 000   | 5                 |
| Cerezo Osaka         | 1995            | Osaka     | 13e             | Levir Culpi         | 1997   | Stade Nagai                        | 50 000   | 3                 |
| Sanfrecce Hiroshima  | -               | Hiroshima | 14e             | Eddie Thomson       | 1997   | Grande Arche d'Hiroshima           | 50 000   | 5                 |
| Avispa Fukuoka       | 1996            | Fukuoka   | 15e             | Carlos Pachamé      | 1997   | Level5 Stadium                     | 22 563   | 2                 |
| Kyoto Purple Sanga   | 1996            | Kyoto     | 16e             | Pedro Rocha         | 1997   | Nishikyogoku Athletic Stadium      | 20 588   | 2                 |
| Vissel Kobe          | 1997            | Kobe      | 1er             | Hiroshi Kato        | 1997   | Stade du Mémorial de l'Universiade | 60 000   | 1                 |

- Tenant du titre et qualifié pour la Coupe d'Asie des clubs champions 1997-1998
- Promu de la Deuxième division 1996

### Localisation des clubs
| \| Clubs du Grand Tokyo · Kashima Antlers (Ibaraki) · Yokohama Marinos (Kanagawa) · JEF United Ichihara (Chiba) · Kashiwa Reysol (Chiba) · Verdy Kawasaki (Kanagawa) · Urawa Red Diamonds (Saitama) · Bellmare Hiratsuka (Kanagawa) · Yokohama Flügels (Kanagawa) Grand Tokyo Nagoya Grampus Eight Shimizu S-Pulse Júbilo Iwata Gamba Osaka Vissel Kobe Sanfrecce Hiroshima Avispa Fukuoka Cerezo Osaka Kyoto Purple Sanga \| Localisation des clubs engagés dans le championnat. |
| Clubs du Grand Tokyo · Kashima Antlers (Ibaraki) · Yokohama Marinos (Kanagawa) · JEF United Ichihara (Chiba) · Kashiwa Reysol (Chiba) · Verdy Kawasaki (Kanagawa) · Urawa Red Diamonds (Saitama) · Bellmare Hiratsuka (Kanagawa) · Yokohama Flügels (Kanagawa) Grand Tokyo Nagoya Grampus Eight Shimizu S-Pulse Júbilo Iwata Gamba Osaka Vissel Kobe Sanfrecce Hiroshima Avispa Fukuoka Cerezo Osaka Kyoto Purple Sanga                                                           |

| Clubs du Grand Tokyo · Kashima Antlers (Ibaraki) · Yokohama Marinos (Kanagawa) · JEF United Ichihara (Chiba) · Kashiwa Reysol (Chiba) · Verdy Kawasaki (Kanagawa) · Urawa Red Diamonds (Saitama) · Bellmare Hiratsuka (Kanagawa) · Yokohama Flügels (Kanagawa) Grand Tokyo Nagoya Grampus Eight Shimizu S-Pulse Júbilo Iwata Gamba Osaka Vissel Kobe Sanfrecce Hiroshima Avispa Fukuoka Cerezo Osaka Kyoto Purple Sanga |

## Classement
| Pos | Club                 | Pts | J  | G  | D  | Bp | Bc | Diff |
| --- | -------------------- | --- | -- | -- | -- | -- | -- | ---- |
| 1   | Kashima Antlers      | 37  | 16 | 13 | 3  | 32 | 15 | +17  |
| 2   | Yokohama Flügels     | 35  | 16 | 12 | 4  | 35 | 16 | +19  |
| 3   | Kashiwa Reysol       | 32  | 16 | 11 | 5  | 34 | 18 | +16  |
| 4   | Bellmare Hiratsuka   | 28  | 16 | 10 | 6  | 25 | 20 | +5   |
| 5   | Yokohama Marinos     | 28  | 16 | 11 | 5  | 31 | 31 | 0    |
| 6   | Júbilo Iwata         | 26  | 16 | 9  | 6  | 32 | 21 | +11  |
| 7   | Shimizu S-Pulse      | 25  | 16 | 9  | 7  | 25 | 24 | +1   |
| 8   | Gamba Osaka          | 24  | 16 | 8  | 8  | 28 | 23 | +5   |
| 9   | Urawa Red Diamonds   | 21  | 16 | 8  | 8  | 25 | 24 | +1   |
| 10  | Sanfrecce Hiroshima  | 21  | 16 | 8  | 8  | 22 | 23 | -1   |
| 11  | Cerezo Osaka         | 19  | 16 | 7  | 9  | 21 | 26 | -5   |
| 12  | Nagoya Grampus Eight | 18  | 16 | 6  | 10 | 18 | 24 | -6   |
| 13  | Kyoto Purple Sanga   | 18  | 16 | 6  | 10 | 19 | 32 | -13  |
| 14  | Vissel Kobe          | 17  | 16 | 6  | 10 | 24 | 34 | -10  |
| 15  | JEF United Ichihara  | 13  | 16 | 5  | 11 | 21 | 34 | -13  |
| 16  | Verdy Kawasaki       | 10  | 16 | 4  | 12 | 16 | 27 | -11  |
| 17  | Avispa Fukuoka       | 9   | 16 | 3  | 13 | 11 | 27 | -16  |

| Pos | Club                 | Pts | J  | G  | D  | Bp | Bc | Diff |
| --- | -------------------- | --- | -- | -- | -- | -- | -- | ---- |
| 1   | Júbilo Iwata         | 40  | 16 | 14 | 2  | 40 | 14 | +26  |
| 2   | Gamba Osaka          | 34  | 16 | 12 | 4  | 38 | 23 | +15  |
| 3   | Yokohama Marinos     | 32  | 16 | 12 | 4  | 42 | 28 | +14  |
| 4   | Kashima Antlers      | 31  | 16 | 11 | 5  | 46 | 23 | +23  |
| 5   | Nagoya Grampus Eight | 30  | 16 | 10 | 6  | 23 | 24 | - 1  |
| 6   | Shimizu S-Pulse      | 29  | 16 | 10 | 6  | 27 | 16 | +11  |
| 7   | Urawa Red Diamonds   | 26  | 16 | 9  | 7  | 26 | 21 | +5   |
| 8   | Cerezo Osaka         | 24  | 16 | 9  | 7  | 32 | 30 | +2   |
| 9   | Bellmare Hiratsuka   | 21  | 16 | 8  | 8  | 30 | 32 | - 2  |
| 10  | Kashiwa Reysol       | 20  | 16 | 7  | 9  | 29 | 31 | - 2  |
| 11  | Yokohama Flügels     | 18  | 16 | 7  | 9  | 23 | 27 | - 4  |
| 12  | Verdy Kawasaki       | 16  | 16 | 6  | 10 | 22 | 38 | - 16 |
| 13  | Sanfrecce Hiroshima  | 15  | 16 | 5  | 11 | 21 | 27 | - 6  |
| 14  | JEF United Ichihara  | 15  | 16 | 6  | 10 | 22 | 32 | - 10 |
| 15  | Avispa Fukuoka       | 10  | 16 | 4  | 12 | 18 | 31 | - 13 |
| 16  | Kyoto Purple Sanga   | 9   | 16 | 3  | 13 | 21 | 38 | - 17 |
| 17  | Vissel Kobe          | 7   | 16 | 3  | 13 | 19 | 44 | - 25 |

## Finale
| 6 décembre 1997 | Júbilo Iwata | 3 - 2 | Kashima Antlers |                                        |
|                 |              |       |                 | Spectateurs : 17 269 Arbitrage : Okada |

| 13 décembre 1997 | Kashima Antlers | 0 - 1 | Júbilo Iwata |  |  |
|                  |                 |       |              |  |  |

## Classement régulier
| Pos | Club                    | Pts | J  | G  | D  | Bp | Bc | Diff |
| --- | ----------------------- | --- | -- | -- | -- | -- | -- | ---- |
| 1   | Júbilo Iwata            | 56  | 32 | 23 | 8  | 72 | 35 | +37  |
| 2   | Kashima Antlers T C L S | 68  | 32 | 24 | 8  | 78 | 38 | +40  |
| 3   | Yokohama Marinos        | 60  | 32 | 23 | 9  | 73 | 53 | +20  |
| 4   | Gamba Osaka             | 58  | 32 | 20 | 12 | 66 | 46 | +20  |
| 5   | Shimizu S-Pulse         | 54  | 32 | 19 | 13 | 52 | 40 | +12  |
| 6   | Yokohama Flügels        | 53  | 32 | 19 | 13 | 58 | 43 | +15  |
| 7   | Kashiwa Reysol          | 52  | 32 | 18 | 14 | 63 | 49 | +14  |
| 8   | Bellmare Hiratsuka      | 49  | 32 | 18 | 14 | 55 | 52 | +3   |
| 9   | Nagoya Grampus Eight    | 48  | 32 | 16 | 16 | 41 | 48 | -7   |
| 10  | Urawa Red Diamonds      | 47  | 32 | 17 | 15 | 51 | 45 | +6   |
| 11  | Cerezo Osaka            | 43  | 32 | 16 | 16 | 53 | 56 | -3   |
| 12  | Sanfrecce Hiroshima     | 36  | 32 | 13 | 19 | 43 | 50 | -7   |
| 13  | JEF United Ichihara     | 28  | 32 | 11 | 21 | 43 | 66 | -23  |
| 14  | Kyoto Purple Sanga      | 27  | 32 | 9  | 23 | 40 | 70 | -30  |
| 15  | Verdy Kawasaki          | 26  | 32 | 10 | 22 | 38 | 65 | -26  |
| 16  | Vissel Kobe P           | 24  | 32 | 9  | 23 | 43 | 78 | -35  |
| 17  | Avispa Fukuoka          | 19  | 32 | 7  | 25 | 29 | 58 | -29  |

|  | Qualification pour la Coupe d'Asie des clubs champions 1998-1999 |
|  | T : Tenant du titre C : Vainqueur de la Coupe de l'Empereur 1997 L : Vainqueur de la Coupe de la Ligue 1997 S : Vainqueur de la Supercoupe du Japon 1997 P : Promu de D2 |

## Récompenses individuelles
| Distinction           | Nom                | Nationalité | Équipe          |
| MVP                   | Dunga              | Brésil      | Júbilo Iwata    |
| Rookie de l'année     | Atsushi Yanagisawa | Japon       | Kashima Antlers |
| Soulier d'or          | Patrick Mboma      | Cameroun    | Gamba Ōsaka     |
| Entraîneur de l'année | João Carlos (en)   | Brésil      | Kashima Antlers |

## Meilleurs buteurs
| Rang | Nom               | Nationalité | Équipe              | Buts |
| 1    | Patrick Mboma     | Cameroun    | Gamba Ōsaka         | 25   |
| 2    | Edílson           | Brésil      | Kashiwa Reysol      | 23   |
| 3    | Mazinho           | Brésil      | Kashima Antlers     | 22   |
| 3    | Akihiro Nagashima | Japon       | Vissel Kobe         | 22   |
| 4    | Masahiro Fukuda   | Japon       | Urawa Red Diamonds  | 21   |
| 4    | Julio Salinas     | Espagne     | Yokohama F. Marinos | 21   |

## Parcours continental des clubs
Le parcours des clubs japonais en Ligue des champions de l'AFC est important puisqu'il détermine le coefficient AFC japonais, et donc le nombre de clubs japonais présents dans la compétition les années suivantes.
| Club            | Compétition                      | Résultat        | Ultime(s) adversaire(s) | Ultime(s) adversaire(s) | Ultime(s) adversaire(s) |
| --------------- | -------------------------------- | --------------- | ----------------------- | ----------------------- | ----------------------- |
| Kashima Antlers | Coupe d'Asie des clubs champions | Phase de groupe | Pohang Steelers         | Dalian Wanda            | Finance and Revenue     |